# HD189652
HD189652 — хімічно пекулярна зоря спектрального класу F1, що має видиму зоряну величину в смузі V приблизно  8,0.
Вона  розташована на відстані близько 397,3 світлових років від Сонця.